# Апени
Апени (груз. აფენი) — село в Грузии, в муниципалитете Лагодехи края Кахетия. 

## География
Село расположено в восточной части края, в 28 километрах по прямой к юго-западу от центра муниципалитета Лагодехи. Высота центра — 240 метров над уровнем моря.

## Население
По данным переписи населения 2014 года, в селе проживало 1555 человек.
| Год  | Население | Мужчины | Женщины |
| ---- | --------- | ------- | ------- |
| 2002 | 2065      | 1031    | 1034    |
| 2014 | 1555      | 807     | 748     |